# Bohuslavické stráně
Bohuslavické stráně jsou přírodní památka u Bohuslavic, místní části města Kyjov v okrese Hodonín. Důvodem ochrany je lokalita teplomilných společenstev.